# Стуйкув
Стуйкув (пол. Stójków) — село в Польщі, у гміні Льондек-Здруй Клодзького повіту Нижньосілезького воєводства.
Населення — 182 особи (2011).
У 1975-1998 роках село належало до Валбжиського воєводства.

## Демографія
Демографічна структура станом на 31 березня 2011 року:
|          | Загалом | Допрацездатний вік | Працездатний вік | Постпрацездатний вік |
| -------- | ------- | ------------------ | ---------------- | -------------------- |
| Чоловіки | 90      | 16                 | 66               | 8                    |
| Жінки    | 92      | 19                 | 49               | 24                   |
| Разом    | 182     | 35                 | 115              | 32                   |